# Poybach
Der Poybach ist ein linker Zufluss zur Zaya zwischen Prinzendorf an der Zaya und Hauskirchen in Niederösterreich.

## Geographie

### Verlauf
Der Poybach entspringt südlich außerhalb von Föllim und fließt nach Osten ab, wo er zunächst Kleinhadersdorf und sodann Poysdorf durchquert; Neben einigen kleinen Zubringern ist der Runsenbach nennenswert, alle Zubringer entwässern das Waldgebiet nordwestlich von Poysdorf. In Walterskirchen nimmt der Poybach den von rechts kommenden Ortsbach auf, seinen größten Zubringer, fließt südlich an Großkrut vorüber und wendet sich bei Althöflein scharf nach Süden, wo auch der Bach bei Althöflein einmündet. An der Ostseite von Ginzersdorf nimmt der Poybach noch den Ginzersdorfer Bach auf und strömt danach auf die Zaya zu, wo er unterhalb von Prinzendorf von links in diese einfließt. Sein Einzugsgebiet umfasst 85,8 km² in weitestgehend offener Landschaft.